# Aristénète
Aristénète (Άρισταίνετος) est le nom donné à un épistolier grec auteur d'une correspondance amoureuse fictive, suivant des situations variées durant l'antiquité tardive.
Ce n'est probablement pas le nom authentique de l'auteur : Aristénète est le correspondant de la première lettre du recueil, un copiste s'y référa pour l'attribution. Mais les premières lettres sont probablement perdues, il manque au moins un folio dans le manuscrit. Ce n'est néanmoins pas le correspondant de Libanios. Les lettres ont été écrites entre la fin du Ve siècle et le début du VIe siècle, à travers les références au paganisme qui survit, à la Nouvelle Rome (Constantinople) et surtout par les allusions au mime Caramallos, que Jean Malalas et Sidoine Apollinaire citent comme danseur en vogue.
Le titre de Lettres d'amour (έρωτικαί έπιστολαί) est authentique. 50 lettres sont réparties sur deux livres. Le premier livre est lacunaire au début et le second livre est incomplet. C'est l'un des seuls recueils de correspondance fictive dans l'antiquité qui soit parvenu avec Alciphron, Philostrate (l'authenticité n'est pas assurée) et Théophylacte Simocatta, des témoins d'un genre très populaire mais dont un nombre faible survécut.
Ses sources et pastiches sont extrêmement variés, il utilise des proverbes et expressions communes. Ses trois principales inspirations sont surtout Ménandre, les dialogues platoniciens et Lucien.

## Éditions
Un seul manuscrit a transmis le recueil : le Vindobonensis Philologicus graecus 310, sigla V,  datant de la fin du XIIe siècle qui présente de nombreuses gloses. Le livre plutôt court et la popularité des lettres érotiques attirèrent les traducteurs et éditeurs. La première édition imprimée est dû à Johannes Sambucus, Anvers, 1566. D'autres éditions ont suivi : Josias Mercier (1595), Jean-René Vieillefond, Jean-François Boissonade (1822) et Joseph Brenous (1937),.
Elles ont été traduites ou imitées en français par Cyre-Foucault (1597), Lesage, 1695, Jacques Moreau (1752) et Félix Nogaret (1797).